# China Everbright Bank
China Everbright Bank Limited ist eine von zwölf börsengelisteten Banken in der Volksrepublik China. Es wurde im Jahr 2018 von Forbes Global 2000 auf Platz 141 der größten öffentlichen Unternehmen eingestuft. Das Schwesterunternehmen Everbright Securities belegte den 1381. Platz. Mit einer Bilanzsumme von 628 Milliarden US-Dollar lag die Bank 2017 auf Platz 49 der Geldhäuser weltweit. Die Bank ist Teil des Shanghai Stock Exchange 50 Index. Die Bank ist vorwiegend im Privatkunden- und Firmenkundengeschäft tätig und wird teilweise vom chinesischen Staat kontrolliert.

## Aktionäre
Die China Everbright Group und ihre Tochtergesellschaften waren mit 27,9 7 % an der Bank beteiligt. Die Muttergesellschaft der Everbright Group, Central Huijin Investment, hielt direkt als zweitgrößter Aktionär der Bank 21,96 %. Darüber hinaus wurden die Verwaltungsratsmitglieder der Everbright Group, die von Central Huijin Investment vorgeschlagen wurden, auch als Direktoren der Bank (im Rahmen der Aktionärsvereinbarung des Staatsrates) ernannt. Central Huijin Investment und die China Everbright Group sind Zwischenmutter der Bank.  Die oberste Muttergesellschaft ist die China Investment Corporation, die vom Staatsrat der Volksrepublik China überwacht wird.